# Stazione di Garbagnate Milanese
La stazione di Garbagnate Milanese è una stazione ferroviaria posta sulla linea Milano-Saronno. È la principale delle due stazioni presenti nel territorio del comune di Garbagnate Milanese: serve il centro cittadino e la zona settentrionale. L'altra stazione ferroviaria è Garbagnate Parco delle Groane, posta a sud-est in direzione Milano.

## Storia

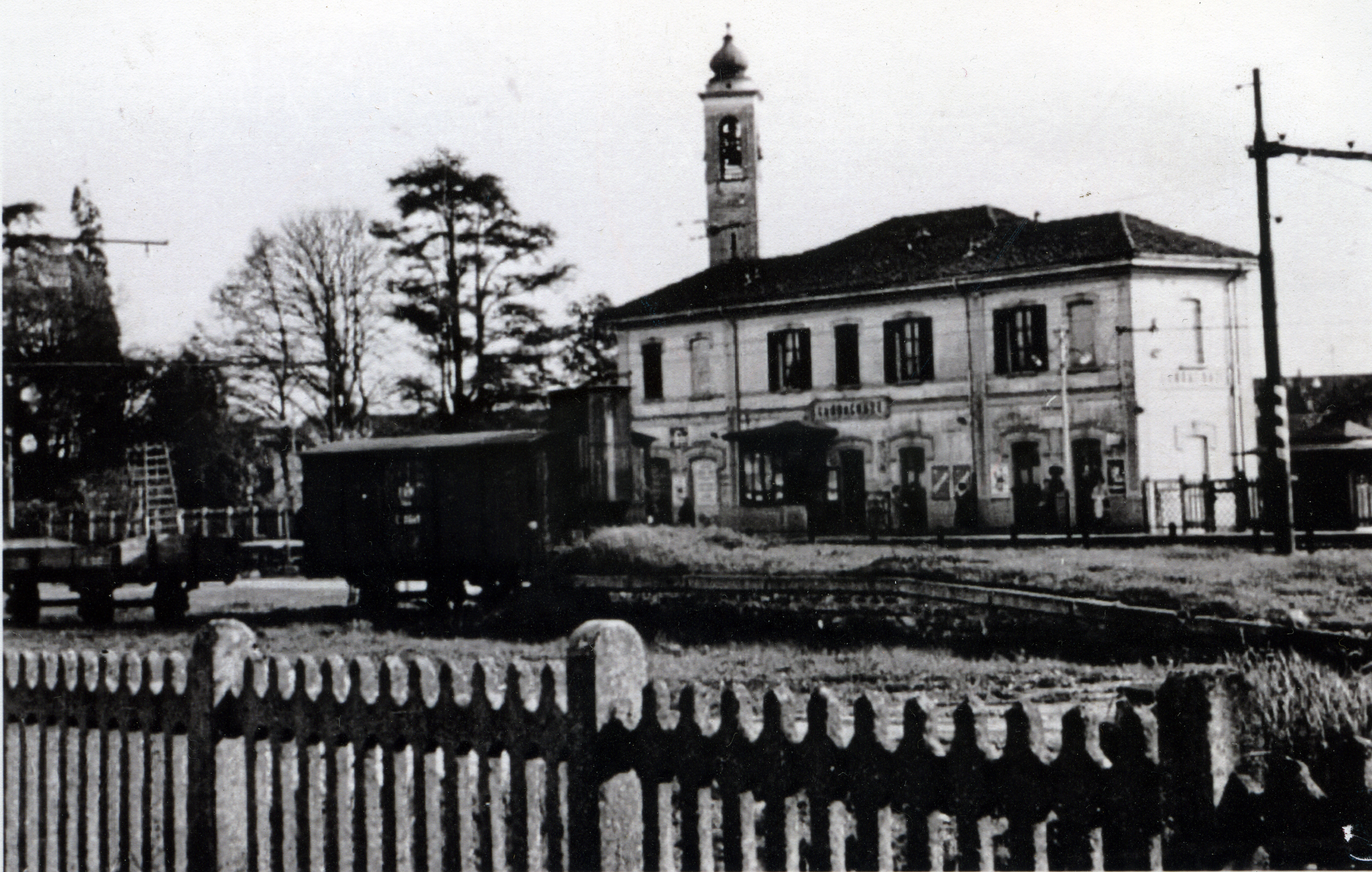
La stazione prima della ricostruzione

La stazione fu attivata nel 1879, all'apertura della linea ferroviaria. L'edificio, su due livelli, fu costruito sull'angolo di Viale Rimembranze, dove ora è presente il prefabbricato dell'edicola. Dal lato opposto della ferrovia era presente uno scalo merci con un piccolo piano caricatore.
Venne completamente demolita in occasione del quadruplicamento della linea, completato nel 1991, per insufficienza di spazio nella posa dei binari e raccordi. Nella zona occupata dalla vecchia stazione si dirama oggi il 5º binario, con banchina, che prosegue poi nello scalo merci con pesa dedicato all'Alfa Romeo di Arese e nel successivo raccordo fino allo stabilimento stesso.
La stazione attuale è stata costruita dal lato opposto della ferrovia (parte opposta al centro del paese), nello spazio prima occupato dallo scalo merci, in Via Monte Bianco. A servizio della stazione sono state costruite le banchine con pensilina per i 4 binari ed il relativo sottopassaggio che mette in comunicazione anche il centro cittadino, oltre agli altri binari, con l'edificio di stazione.
A seguito del quadruplicamento della linea, lo scalo merci, senza alcun piano caricatore, è stato realizzato diramandosi dal binario 1 nella zona compresa tra la stazione e il sottopasso pedonale tra Via Monza e Via Lario, con ingresso carraio da quest'ultima via. Dal 2023 tale scalo merci è stato ulteriormente ridotto sia in lunghezza che in fascio binari poiché sono stati costruiti tre binari tronchi, operativi dal 2024 e che ospitano il nuovo capolinea della linea S13.

## Movimento
La stazione è servita dai treni delle linee S1, S3 e S13 (quest'ultima dal 2024) del servizio ferroviario suburbano di Milano.
Fino alla fine degli anni ottanta era in funzione anche il raccordo e lo scalo merci con pesa a servizio dell'Alfa Romeo di Arese che terminava nella parte nord dello stabilimento, dove venivano caricate le vetture pronte da commercializzare.
Successivamente, l'area di questo scalo merci è stata utilizzata per accantonare il materiale rotabile non più idoneo a circolare in quanto carente dei sistemi di sicurezza ora presenti sulla linea. Tali rotabili sono stati smantellati mediante sezionatura a misura di rimorchio ed autotrasportati fino alla ditta di demolizione impiegando l'ex passaggio a livello senza barriere di Via Biscia.